# Kostel Jména Panny Marie (Velečín)
Kostel Jména Panny Marie stával od konce 19. století v obci Velečín na severním Plzeňsku. Počátkem 70. let 20. století však byl zbořen – s výjimkou věže. K ní byla v roce 1972 přistavěna budova klubovny Socialistického svazu mládeže, později využívaná jako místní národní výbor. Kříž na vrcholu věže vystřídala rudá hvězda.

## Historie
Jednolodní kostel s věží v průčelí byl postaven v letech 1868 až 1869 v novogotickém slohu, a to za přispění obce a z příspěvků manželů Wenzela a Rosalie Tauberových. Po druhé světové válce a odsunu Němců nebyl využíván a chátral. Roku 1971 byl kromě věže zbořen. Na jeho místě pak byla vystavěna nová budova, která se stala nejprve klubovnou Socialistického svazu mládeže, poté sídlem místního národního výboru. V současnosti zde funguje obecní úřad.